# Batalla de Lowestoft
La batalla de Lowestoft la disputaron las marinas inglesa y neerlandesa el 13 de junio de 1665, durante la segunda guerra anglo-neerlandesa. La batalla fue el mayor desastre naval de la historia de los Países Bajos.

## La batalla

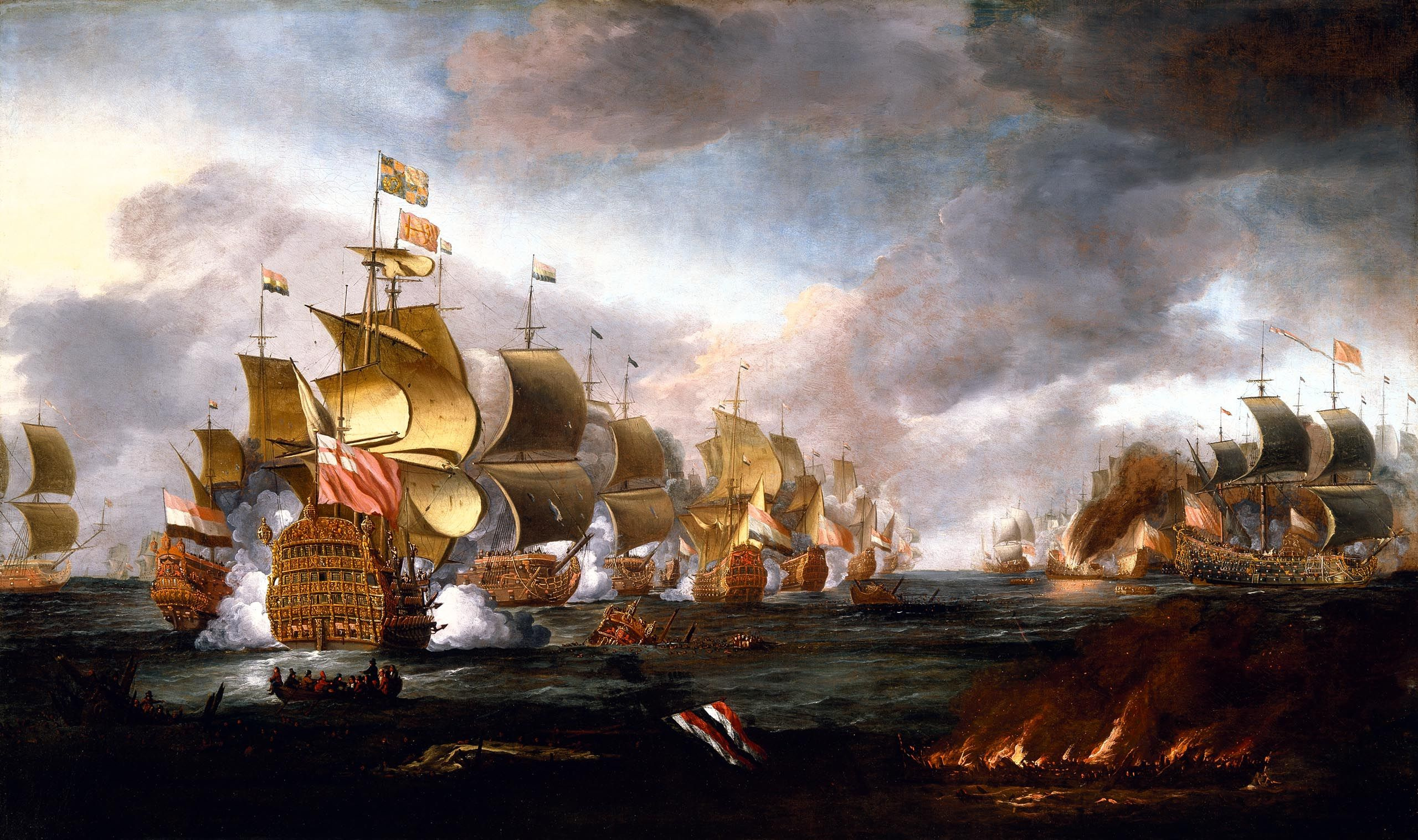
Retrato de la batalla de Lowestoft por Adriaen van Diest, alrededor del año 1670.

La flota de las Provincias Unidas, compuesta por más de cien buques comandados por el teniente-almirante Jacob van Wassenaer Obdam, atacó a la flota inglesa de casi las mismas proporciones, comandada por Jacobo II de Inglaterra y por el almirante William Penn, cuarenta millas al este del puerto de Lowestoft, que es parte del condado de Suffolk en el sureste inglés.
Los neerlandeses estaban dispuestos a detener a la flota inglesa, que les había causado grandes pérdidas en sus enfrentamientos anteriores. El principal político neerlandés de la época, Johan de Witt, ordenó al almirante atacar a los ingleses con todas sus fuerzas mientras el viento soplara desde el este y tuvieran la ventaja del barlovento, pero van Wassenaer, sin creer que sus hombres estuvieran preparados para hacer frente a la flota inglesa en una táctica ofensiva, decidió esperar hasta un mejor momento, cuando al cambiar el viento la flota neerlandesa pudiera combatir desde sotavento, lo que la favorecería para bombardear a los ingleses con seguridad y así poder realizar una retirada ordenada en caso de necesidad.
Este comportamiento llevó a la pérdida de un gran número de buques durante la batalla y a la muerte del almirante neerlandés en la misma.